# باك هيرزوغ
باك هيرزوغ (بالإنجليزية: Buck Herzog)‏ هو لاعب كرة قاعدة أمريكي، ولد في 9 يوليو 1885 في بالتيمور في الولايات المتحدة، وتوفي بنفس المكان في 4 سبتمبر 1953 بسبب سل.

## وصلات خارجية
- باك هيرزوغ على موقعبيزبول رفرنس.كوم (الدوري الرئيسي) (الإنجليزية)
- باك هيرزوغ على موقعبيزبول رفرنس.كوم (الدوري الثانوي) (الإنجليزية)